# Laguna Arhuaycocha
La Laguna Arhuaycocha est un lac glaciaire situé dans la province de Huaylas, dans la région d'Ancash, sur le versant occidental de la cordillère Blanche, à l'intérieur du Parc national de Huascarán, à environ 30 km au nord-est de Caraz. 
La laguna está a unos 4 500 m d'altitude, il mesure 1 107 m de long et 400 m de large, avec une superficie de 398,8 m2 et une profondeur maximale de 99,4 m. Il est situé dans la quebrada Arhuaycocha (vallée Arhuaycocha), avec une différence de d'altitude entre la lagune et la vallée d'environ 100 mètres.
La lagune est située au pied de la langue terminale du glacier Arhuay descendant du Pucahirca Sur (6 039 m) et du Rinrihirca (5 888 m). Cette langue glaciaire est celle qui, dans son processus de fonte au cours des 30 dernières années, a laissé la lagune Arhuaycocha.
La température annuelle moyenne dans le bassin lagunaire est de 3,8 °C, avec des précipitations moyennes de 1 250 mm.